# Energy Digital

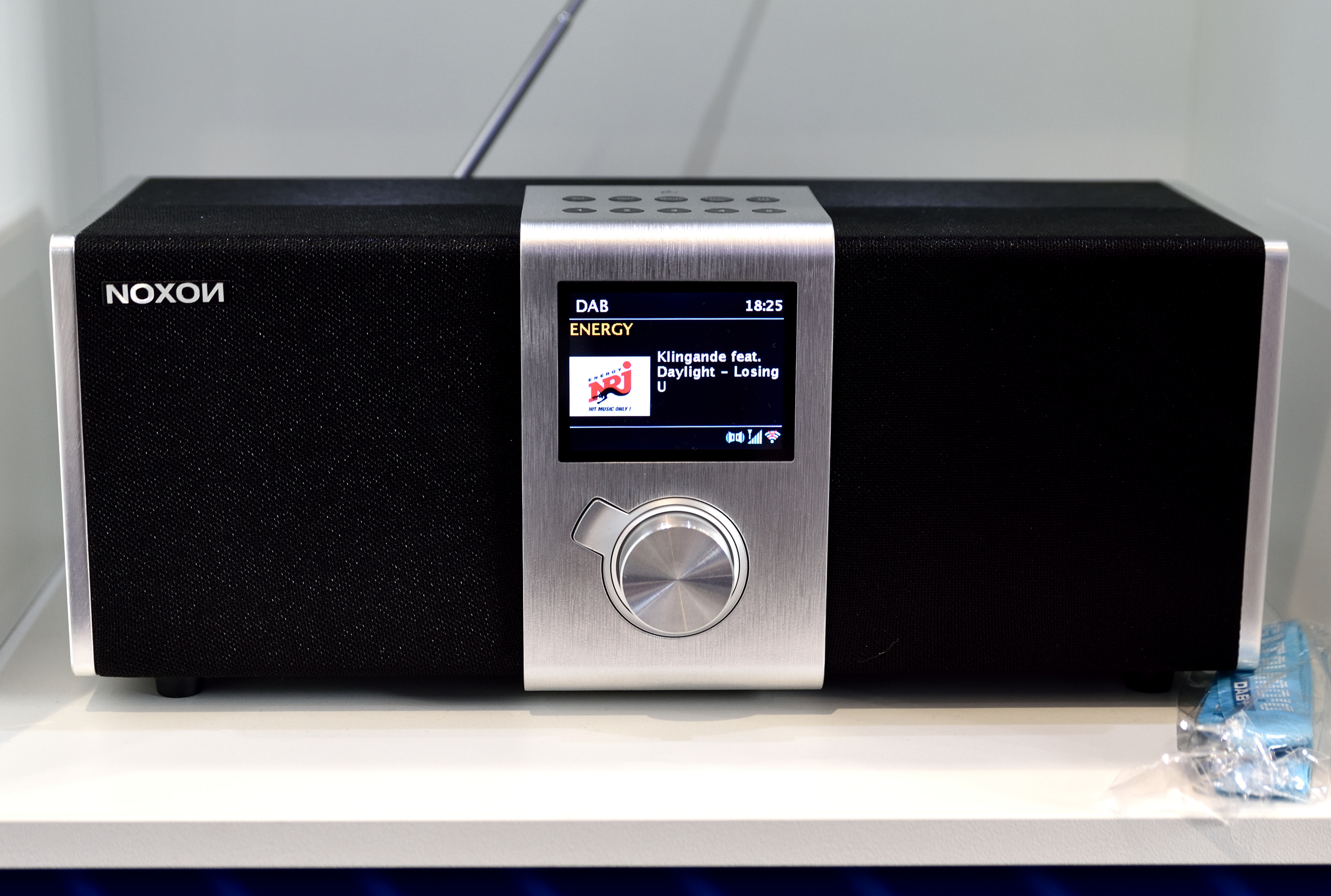
NRJ auf DAB+ in Deutschland

Energy Digital (kurz Energy, ehemals: Energy DAB+) ist ein privater Hörfunksender aus Berlin, zudem in Bremen, Hamburg, München, Nürnberg, Nordrhein-Westfalen, Sachsen und Stuttgart und gehört zur französischen NRJ Group. Er sendet seit seinem Sendestart am 1. August 2011 via DAB+ und per Webradiostream. Der Sender ist Teil des ebenfalls am 1. August 2011 gestarteten DAB+-Bundesmux und ist über den Kanal 5C (= 178,3 MHz) zu empfangen. Für den Empfang via DAB+ wird ein DAB+-taugliches Radio oder ein DAB+-tauglicher USB-Stick benötigt.
Energy Digital sendete anfangs unmoderierte Musikstrecken in Rotation. Diese wurden nachts einmal in der Stunde, tagsüber alle 30 Minuten von Nachrichten unterbrochen. Zudem wurden moderierte Best-Of-Sendungen anderer deutscher NRJ-Stationen in das Programm eingestreut. Des Weiteren sendete der Sender samstags von 14:00 bis 16:00 Uhr die NRJ Euro Hot 30, ein Best-Of der Hits aller europäischen Energy-Sender. Ab 2012 wurde auf dem Sender ausschließlich Musik gesendet, die gelegentlich durch Energy-Rubriken, wie zum Beispiel dem „Energy DVD-Tipp“ oder „Die letzten Geheimnisse der Menschheit“ unterbrochen wurde. Die Playlist des Senders wird jeden Donnerstag mit neuen, aktuellen Songs aktualisiert.

## Ehemaliges Sendefenster von sport1.FM auf Energy DAB+
Vom 19. Juli 2013 an wurde auf Energy DAB+ ein Programmfenster von sport1.FM mit Liveübertragungen der 1. und 2. Fußball-Bundesliga, des DFB-Pokals und von deutschen Länderspielen sowie deutschen Champions- und Europa-League-Begegnungen gesendet. Die Sendezeiten dieses Sendefensters waren zu den Spielzeiten Freitag bis Montag: Zum Start der Fußball-Bundesliga Saison 2016/2017 wurde die Kooperation mit sport1.FM beendet.
Seit Anfang 2016 hat Energy Digital auf Grund des Erfolges von DAB+ sein Programm geändert. Es gibt nun von Montag bis Sonntag ein moderiertes Vollprogramm. Dieses kommt aus Berlin. Nachrichten laufen dort montags bis freitags von 05:30 bis 19:30 Uhr. Es  werden stündlich immer gegen halb Nachrichten gesendet. Seit 2021 werden zusätzlich Wettermeldungen nach den Nachrichten gesendet.